# Baga (vindruva)
Baga är en blå vindruva som förekommer i portugisiska viner och framför allt är vanlig i DOC-regionen Bairrada. Baga har små, tjockskaliga och sent mognande druvor. Viner på Baga är typiskt tanninrika och har hög syra.